# Bernd Bonwetsch
Bernd Bonwetsch (* 17. Oktober 1940 in Berlin; † 13. Oktober 2017 in Ebeltoft) war ein deutscher Historiker. Bonwetsch war 2003 Gründungsdirektor und bis 2009 Direktor des Deutschen Historischen Instituts Moskau. Er war Experte für die Geschichte der Sowjetunion und die deutsch-sowjetischen Beziehungen.

## Leben
Die Familie der Mutter Bernd Bonwetschs stammte aus Russisch-Polen, die Familie des Vaters aus Saratow. Angeregt durch den Bau der Berliner Mauer und den XXII. Parteitag der KPdSU, der den Höhepunkt der Entstalinisierung in der Sowjetunion markierte, studierte er von 1962 bis 1967 Geschichte, Slawistik und Vergleichende Erziehungswissenschaft in Hamburg und an der Freien Universität Berlin. 1968/69 studierte er an der Stanford University in den USA, hieran schlossen sich Archivstudien an. Seine Promotion folgte 1972 am Historischen Seminar in Hamburg. Von 1973 bis 1980 war er Wissenschaftlicher Assistent am Institut für Osteuropäische Geschichte und Landeskunde der Universität Tübingen. Bonwetsch lehrte von 1980 bis 2003 als Professor für Osteuropäische Geschichte an der Ruhr-Universität Bochum. Diese Lehrtätigkeit war nur durch Auslandsaufenthalte 1992 und 1993 unterbrochen. 1992 ging er als Gastprofessor an die Universität Innsbruck und 1993 an die Staatsuniversität Kemerowo. 2000 wurde ihm die Ehrendoktorwürde der Staatsuniversität Kemerowo verliehen und 2004 erhielt er von der Karasin-Nationaluniversität Charkiw einen weiteren Ehrendoktor. Sein Forschungsschwerpunkt war die Geschichte der nationalsozialistischen und stalinistischen Gewaltherrschaften.

## Schriften (Auswahl)
Monographien
- Kriegsallianz und Wirtschaftsinteressen. Die Stellung Rußlands in den Wirtschaftsplänen Englands und Frankreichs 1914–1917 (= Studien zur modernen Geschichte. Bd. 10). Bertelsmann-Universitäts-Verlag, Düsseldorf 1973, ISBN 3-571-09040-3.
- Die russische Revolution 1917. Eine Sozialgeschichte von der Bauernbefreiung 1861 bis zum Oktoberumsturz. Wissenschaftliche Buchgesellschaft, Darmstadt 1991, ISBN 3-534-10099-9.
- zusammen mit Rolf Binner und Marc Junge: Massenmord und Lagerhaft. Die andere Geschichte des Großen Terrors (= Veröffentlichungen des Deutschen Historischen Instituts Moskau. Bd. 1). Akademie Verlag, Berlin 2009, ISBN 978-3-05-004662-4 (Rezension von Wladislaw Hedeler: Rezension zu Massenmord und Lagerhaft. In: H-Soz-u-Kult vom 18. Mai 2010).

Herausgeberschaften
- mit Rolf Binner und Marc Junge: Stalinismus in der sowjetischen Provinz 1937–1938. Die Massenaktion aufgrund des operativen Befehls Nr. 00447 (= Veröffentlichungen des Deutschen Historischen Instituts Moskau. Bd. 2). Akademie Verlag, Berlin 2010, ISBN 978-3-05-004685-3.